# Clavija leucocraspeda
Clavija leucocraspeda är en viveväxtart som beskrevs av B. Ståhl. Clavija leucocraspeda ingår i släktet Clavija och familjen viveväxter. Inga underarter finns listade i Catalogue of Life.